# Modulación por posición de pulso

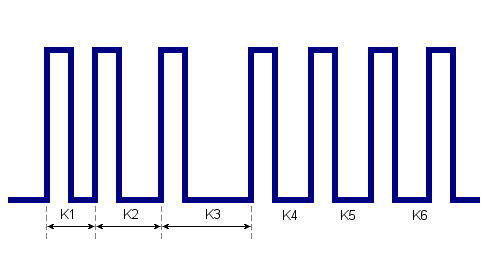
Representación gráfica de una modulación por PPM donde todos los niveles altos tienen el mismo ancho de pulso pero con una posición distinta.

La Modulación por Posición de Pulso, o en inglés, Pulse Position Modulation (PPM), En donde la Amplitud y el ancho son fijos y la posición es variable, es un tipo de modulación en la cual una palabra de M bits es codificada por la transmisión de un único pulso que puede encontrarse en alguna de las {\displaystyle 2^{M}}=N posiciones posibles, donde N corresponde al tipo de modulación PPM (N-PPM). Si esto se repite cada X segundos (tiempo de símbolo), la tasa de transmisión es de M/X bits por segundo. Este tipo de modulación se usa principalmente en sistemas de comunicación óptica, donde tiende a haber poca o ningún tipo de interferencia por caminos múltiples.

## Historia
Un uso antiguo de la modulación de posición de pulso fue el sistema de semáforo hidráulico griego inventado por Eneas Estenfalo alrededor del año 350 A.C. que usaba el principio del reloj de agua para las señales de tiempo. En este sistema, el drenaje de agua actúa como el dispositivo de sincronización, y se utilizan antorchas para señalar los pulsos. El sistema utilizaba recipientes idénticos llenos de agua cuyo desagüe se podía encender y apagar, y un flotador con una varilla marcada con varios códigos predeterminados que representaban mensajes militares. Los operadores colocaban los contenedores en colinas para que pudieran verse entre sí a distancia. Para enviar un mensaje, los operadores usarían antorchas para señalar el comienzo y el final del drenaje del agua, y la marca en la varilla unida al flotador indicaría el mensaje.
En los tiempos modernos, la modulación de posición de pulso tiene sus orígenes en la multiplexación por división de tiempo telegráfico, que se remonta a 1853, y evolucionó junto con la modulación de código de pulso y la modulación de ancho de pulso. A principios de la década de 1960, Don Mathers y Doug Spreng de la NASA inventaron la modulación de posición de pulso utilizada en sistemas de radiocontrol (R / C). PPM se está utilizando actualmente en comunicaciones de fibra óptica, comunicaciones de espacio profundo, y continúa utilizándose en sistemas de R /C.

## Sincronización
Una de las principales dificultades en la implementación de esta técnica es que el receptor debe estar debidamente sincronizado para poder alinear el reloj local con el inicio de cada símbolo. Por este motivo, se implementa usualmente de manera diferencial, como Modulación por Posición de Pulso Diferencial, donde la posición de cada pulso es elegida en función del pulso anterior, y de esta manera, el receptor solo debe medir la diferencia de tiempo entre la llegada de los sucesivos pulsos. Con este tipo de modulación, un error en el reloj local se podría propagar solo a la medición de dos pulsos adyacentes, en vez de a toda la transmisión.

## Sensibilidad a la Interferencia por Caminos Múltiples
Dejando de lado las cuestiones relativas a la sincronización del receptor, la principal desventaja de la MPP es que es de por sí muy sensible a la interferencia por caminos múltiples que surge en canales con desvanecimientos selectivos en frecuencia, donde la señal en el receptor contiene ecos de los pulsos transmitidos. Dado que la información está codificada en el tiempo de llegada, ya sea de manera diferencial o relativa a un reloj común, la presencia de estos ecos hace que sea extremadamente difícil, si no imposible, poder determinar con precisión la posición correcta del pulso transmitido.

## Detección No Coherente
Por otro lado, una de las principales ventajas de este tipo de modulación es que es una modulación M que puede ser implementada de forma no coherente, de manera tal que el receptor no necesita utilizar un lazo de seguimiento de fase. Esto hace que sea un candidato adecuado para los sistemas de comunicaciones ópticas, donde una modulación y detección coherente es difícil y muy cara. La única otra modulación común M-aria no coherente es la técnica de modulación por desplazamiento de frecuencia, que es la técnica análoga pero en el dominio de la frecuencia.

## PPM vs. M.FSK
Los sistemas PPM y M-FSK con el mismo ancho de banda, potencia media y velocidad de transmisión de bits M/T por segundo tienen un rendimiento idéntico en un canal de ruido gaussiano blanco aditivo (AWGN). Sin embargo, su rendimiento difiere mucho cuando se comparan los canales de desvanecimiento selectivos de frecuencia y de frecuencia plana. Mientras que el desvanecimiento selectivo de frecuencia produce ecos que son altamente disruptivos para cualquiera de los cambios de tiempo M utilizados para codificar datos PPM, interrumpe selectivamente solo algunos de los posibles cambios de frecuencia M utilizados para codificar datos para M-FSK. Por otro lado, el desvanecimiento plano de frecuencia es más perjudicial para M-FSK que para PPM, ya que todos los M de los posibles cambios de frecuencia se ven afectados por el desvanecimiento, mientras que la corta duración del pulso PPM significa que solo unos pocos de los cambios de tiempo M se ven muy afectados por el desvanecimiento.
Los sistemas de comunicaciones ópticas tienden a tener distorsiones débiles de múltiples rutas, y PPM es un esquema de modulación viable en muchas de estas aplicaciones.

## Aplicaciones para comunicaciones RF
Los canales de RF (radiofrecuencia) de banda estrecha con baja potencia y longitudes de onda largas (es decir, baja frecuencia) se ven afectados principalmente por el desvanecimiento plano, y PPM es más adecuado que M-FSK para ser utilizado en estos escenarios. Una aplicación común con estas características de canal, utilizada por primera vez a principios de la década de 1960 con frecuencias HF de gama alta (tan bajas como 27 MHz) en las frecuencias de banda VHF de gama baja (30 MHz a 75 MHz para uso RC dependiendo de la ubicación), es el control de radio de modelos de aviones, barcos y automóviles, originalmente conocido como control de radio "proporcional digital". PPM se emplea en estos sistemas, con la posición de cada pulso representando la posición angular de un control analógico en el transmisor, o posibles estados de un interruptor binario. El número de pulsos por fotograma da el número de canales controlables disponibles. La ventaja de usar PPM para este tipo de aplicación es que la electrónica requerida para decodificar la señal es extremadamente simple, lo que conduce a unidades receptoras / decodificadoras pequeñas y livianas (los modelos de aeronaves requieren piezas que sean lo más livianas posible). Los servos hechos para el modelo de control de radio incluyen parte de la electrónica requerida para convertir el pulso a la posición del motor: se requiere que el receptor primero extraiga la información de la señal de radio recibida a través de su sección de frecuencia intermedia, luego demultiplexe los canales separados de la corriente serie y alimente los pulsos de control a cada servo.

## Codificación PPM para radiocontrol
Un marco PPM completo es de aproximadamente 22.5 ms (puede variar entre el fabricante), y el estado bajo de la señal siempre es de 0.3 ms. Comienza con un marco de inicio (estado alto para más de 2 ms). Cada canal (hasta 8) está codificado por el tiempo del estado alto (estado alto PPM + 0,3 × (estado bajo PPM) = ancho de pulso servo PWM).
Los sistemas de control de radio más sofisticados ahora se basan a menudo en la modulación de código de pulso, que es más compleja pero ofrece una mayor flexibilidad y confiabilidad. El advenimiento de los sistemas de radiocontrol FHSS de banda de 2,4 GHz a principios del siglo XXI cambió esto aún más.
La modulación de posición de pulso también se utiliza para la comunicación con la tarjeta inteligente sin contacto ISO / IEC 15693, así como en la implementación HF del protocolo Clase 1 del Código Electrónico de Producto (EPC) para etiquetas RFID.